# Santur

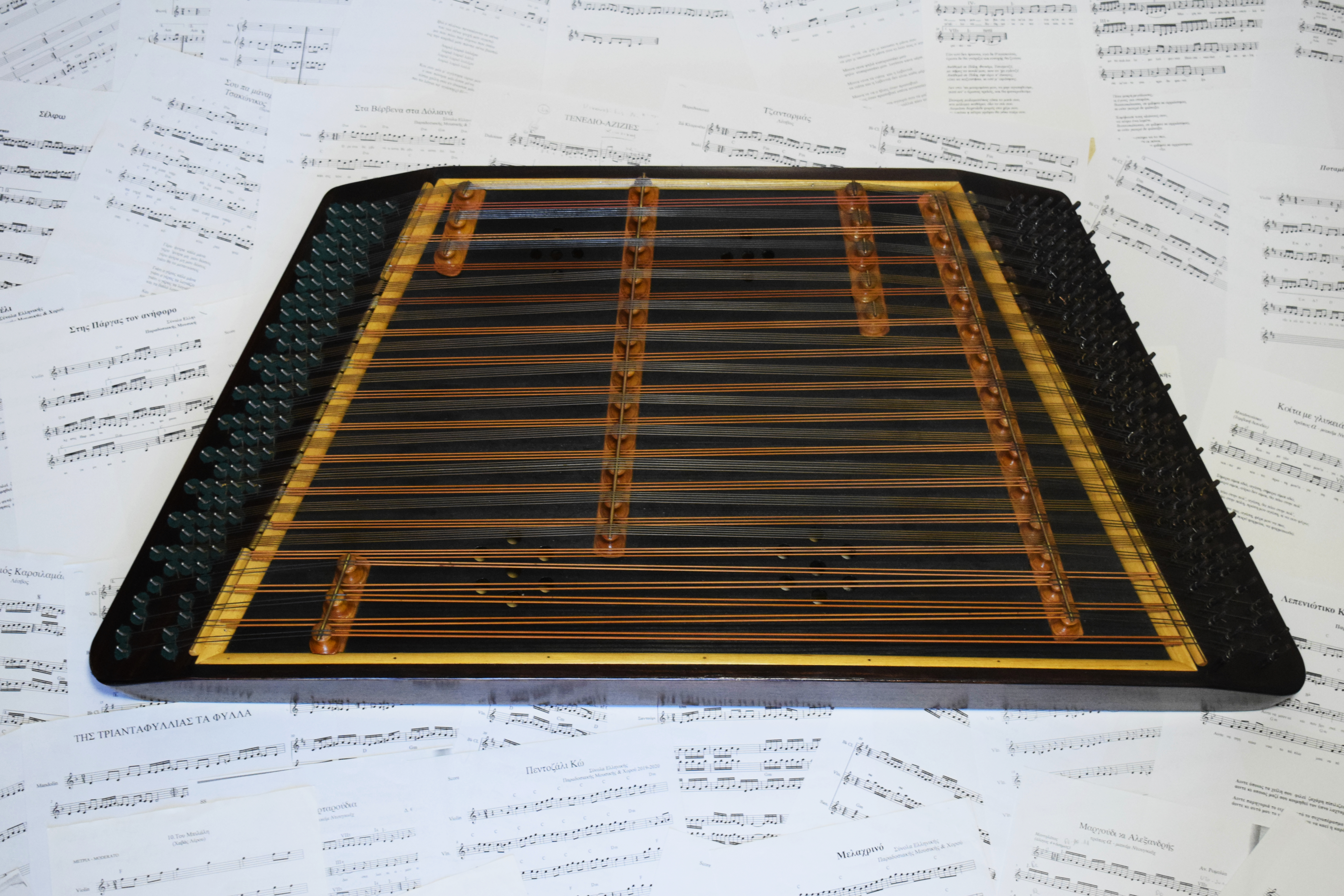
Santur griego

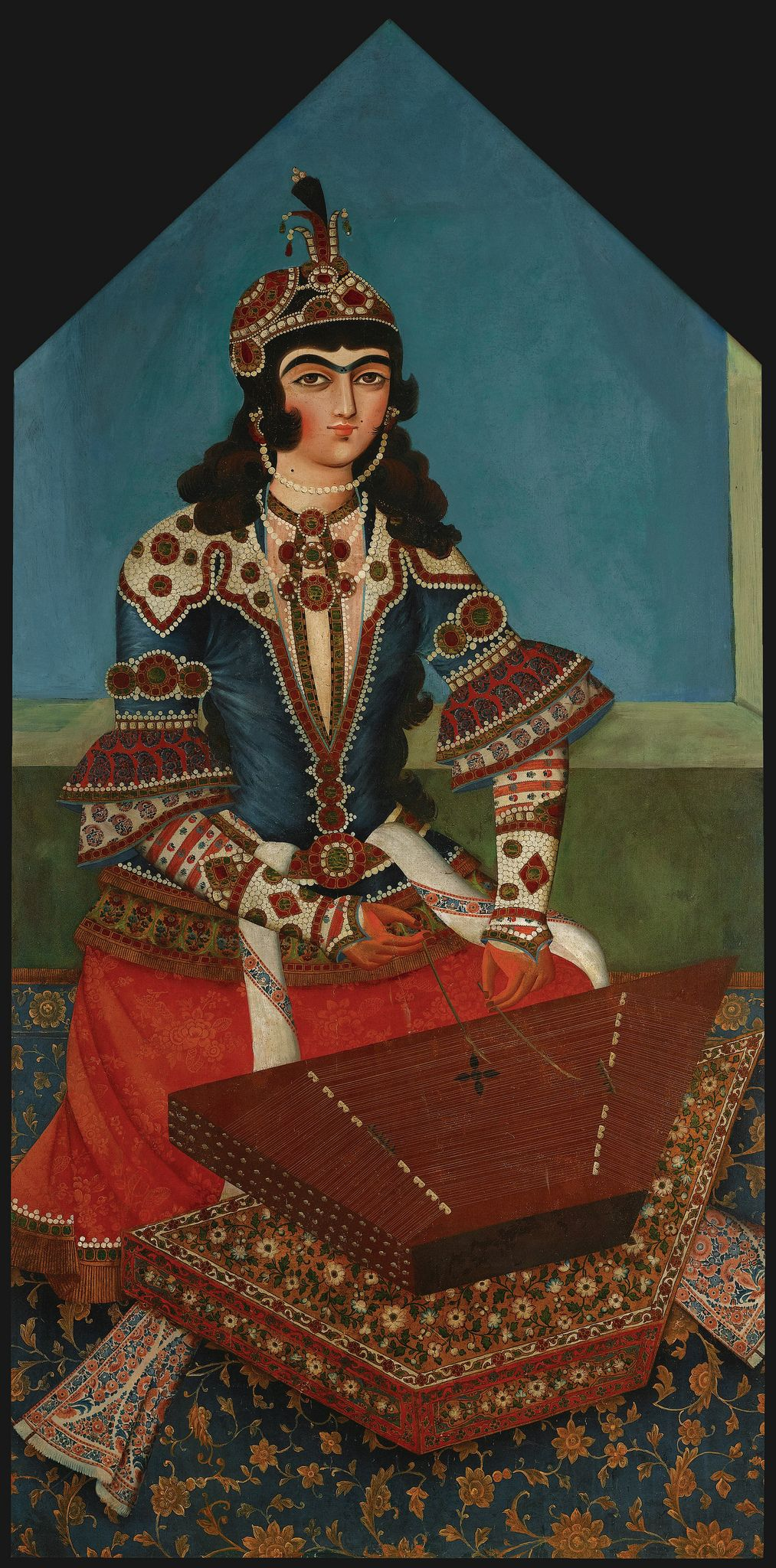

El santur es un instrumento de cuerda percutida, que pertenece a la familia del salterio. El percutor puede ser una varilla de metal o macillo de madera que golpea una cuerda o más creando melodías (como en el caso del dulcimer y el címbalo húngaro), o bien un grupo de cuerdas creando un acompañamiento rítmico. Dos de los más conocidos intérpretes de este instrumento son Faramarz Payvar (en Irán) y Shivkumar Sharma (en la India).
El Santur (palabra persa que significa 'cien cuerdas') es un salterio en forma de caja trapezoidal regular de madera de morera que se toca percutiendo las cuerdas con dos delicados martillos de madera. 
Tiene dos pequeños rosetones en la tapa que ayudan a amplificar el sonido. 
El Santur tiene 72 cuerdas, dispuestas en grupos de cuatro. Cada grupo de cuerdas descansa sobre un puente móvil de madera que dan al instrumento una gama de tres octavas. Es utilizado sobre todo en la música culta inaní (o persa), y de él derivan instrumentos como el clave, el Dulcimer, el Santur indio, el Yanqin chino o el piano moderno.

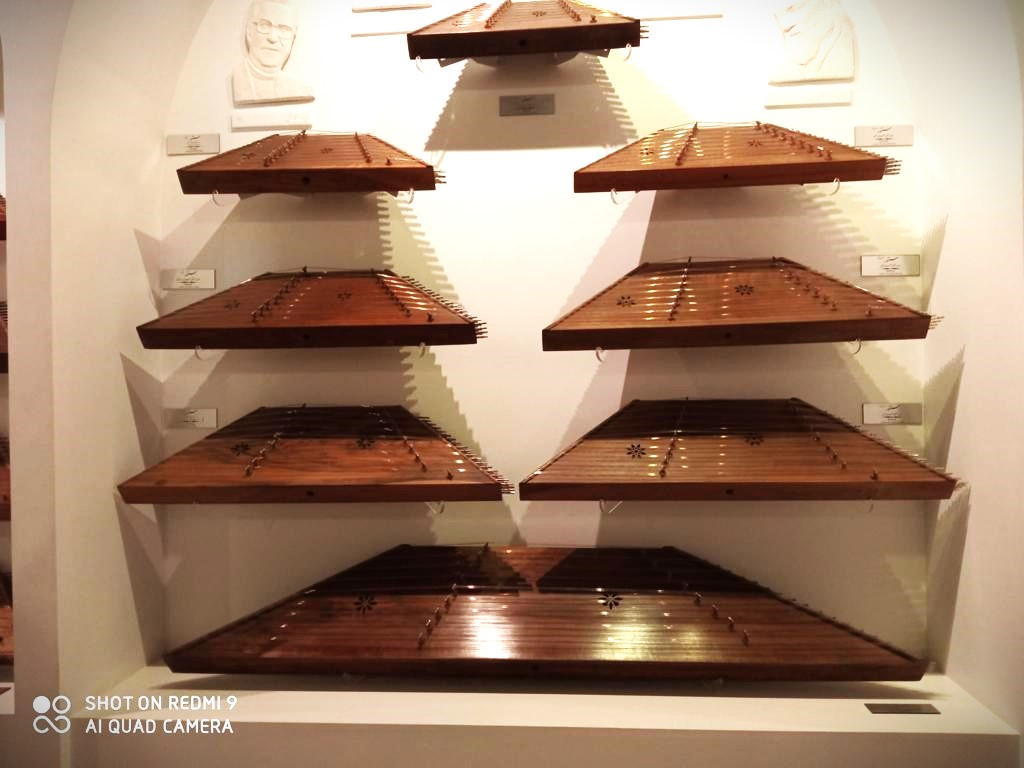
Santur en el Museo de la Música en Teherán (Irán)

Se cree que su origen puede ser mesopotámico o de Irán.